# Nationwide: Independence Day
Nationwide: Independence Day è un album di raccolta del rapper statunitense Too Short, pubblicato nel 1998.

## Tracce

### Disco 1
1. Short Dog/Hit 'Em Up – 4:17
2. Independence Day – 4:15
3. Get Your Hustle On – 4:30
4. Spread Your Love – 4:35
5. Abstract Hustle – 4:47
6. When You See Me – 3:57
7. All About It – 7:38
8. Time After Time – 4:36
9. Are You Ready for This – 5:31
10. Lady Luv – 5:42
11. Wreckognize – 4:15
12. Paper Chase – 4:16
13. Playa Hatin' Hoes – 4:07

### Disco 2
1. Pimpin' Ain't Easy – 4:30
2. Couldn't Be a Better Player – 6:06
3. Don't Stop – 4:20
4. Get All Your Change – 4:23
5. Whateva Man (Remix) – 4:03
6. I Ain't Gonna Forget This – 4:39
7. If I Wasn't High – 5:55
8. Hellbound – 4:12
9. Who Loves Ya – 4:08
10. Same Old Song – 5:04
11. Keep It Real – 4:02
12. Killa Team – 6:10